# Fabien Causeur
Fabien Causeur (nascut el 16 de juny de 1987 a Brest, França) és un jugador de bàsquet francès. Amb 1.96 d'alçada, el seu lloc natural en la pista és el d'escorta. Actualment juga al Reial Madrid de la lliga ACB.

## Biografia

### Carrera de club
Fabien Causeur va fer el seu debut al Plouzané Brest abans d'unir-se al centre de formació del STB Le Havre (Pro A) el 2004 i començar la seva carrera professional el 2005.
Va fitxar pel Cholet el 2009 amb el qual va guanyar el títol de Campió de França 2010 i va jugar l'Eurolliga la temporada següent. El 2010-2011, Causeur es va lesionar amb perill de no arribar al final de temporada, però es va recuperar a temps pels playoffs, i va aconseguir portar al seu equip fins a la final. Per a la temporada 2011-2012, i després de la sortida de Sammy Mejía, es va convertir en el líder ofensiu de l'equip de Mauges. Va obtenir el títol de LNB Pro A MVP aquell any.
L'estiu de 2012, va signar per quatre anys pel Caixa Laboral Baskonia de la lliga ACB, on hi va coincidir amb el francès Thomas Heurtel.
Durant la temporada 2014-2015, el jugador francès va ser nomenat millor jugador en la 9a jornada, i conjuntament amb Álex Abrines en la 28a jornada de la Lliga Endesa.

### Internacional
Fabien Causeur va començar a ser part de la selecció francesa sub-20 a partir del 2007.
És seleccionat per primera vegada l'equip absolut el 2010 per disputar el Campionat del Món, el 2011 (no va ser seleccionat pels 12 components de l'equip en el grup final) i el 2012 va participar en els Jocs Olímpics de Londres de 2012. El 2013, arriba forçat per l'Eurocopa i anuncia la seva retirada de la temporada per a la seva recuperació de la lesió en el peu.
El 16 de maig de 2014, que forma part de la llista de vint-i-quatre jugadors preseleccionats per participar en la Copa del Món de 2014 a Espanya. Però no és part de la llista dels disset jugadors anunciada el 13 de juny.
El 2 de maig de 2015, és un dels 24 jugadors preseleccionats per participar en l'Eurobasket 2015. El 25 de juny de 2015, que forma part de la llista de 16 jugadors que encara poden participar en la competició. Però el 30 de juliol de 2015, quan es va iniciar la preparació, va haver d'abandonar el grup per precaució a causa d'una infecció del seu ull esquerre durant els entrenaments.